# سيزار كاماتشو
سيزار كاماتشو (بالبرتغالية: César Camacho‏) هو رياضياتي برازيلي، ولد في 15 أبريل 1943 في ليما في بيرو.